# Animizacja
Animizacja (łac. anima - dusza), inaczej ożywienie – literacki środek stylistyczny, polegający na nadaniu przedmiotom nieożywionym lub pojęciom abstrakcyjnym, cech istot żywych, np. „Morze ryczy”, „Chmura goni chmurę”, „Proch przyjął proch". Szczególnym przypadkiem animizacji jest antropomorfizacja w odniesieniu do przedmiotów nieożywionych, gdy przypisuje się im cechy ludzkie.